# Gyullyuk
Gyullyuk (ryska: Гюллюк) är en ort i Azerbajdzjan.   Den ligger i distriktet Qax Rayonu, i den nordvästra delen av landet, 290 km väster om huvudstaden Baku. Gyullyuk ligger 334 meter över havet och antalet invånare är 2 363.
Terrängen runt Gyullyuk är varierad. Närmaste större samhälle är Muxax, 8,6 km nordväst om Gyullyuk.
Omgivningarna runt Gyullyuk är en mosaik av jordbruksmark och naturlig växtlighet. Runt Gyullyuk är det ganska glesbefolkat, med 35 invånare per kvadratkilometer.